# Campionato austriaco di hockey su pista 2018
Il Campionato Austriaco 2018 (de:Österreichischer Meister) è stata la 27ª edizione dell'omonimo torneo riservato alle squadre di hockey su pista austriache. Esso è stato organizzato dalla Federazione di pattinaggio dell'Austria. La competizione è iniziata il 1º maggio e si è conclusa il 16 giugno 2018.
Il torneo è stato vinto dal Dornbirn per la 15ª volta nella sua storia.

## Squadre partecipanti
| Club         | Stagione | Città    | Impianto            | Stagione precedente                             |
| ------------ | -------- | -------- | ------------------- | ----------------------------------------------- |
| Dornbirn     | Dettagli | Dornbirn | Stadthalle Dornbirn | 1º nel campionato austriaco, campione d'Austria |
| Dornbirn (B) | Dettagli | Dornbirn | Stadthalle Dornbirn | 4º nel campionato austriaco                     |
| Villach      | Dettagli | Villach  | Ballspielhalle Lind | 3º nel campionato austriaco                     |
| Wolfurt      | Dettagli | Wolfurt  | HockeyArena Wolfurt | 2º nel campionato austriaco                     |

## Risultati
| andata  | andata | Incontro            | ritorno | ritorno |
|         |        |                     |         |         |
| 1 mag.  | 0-9    | Dornbirn B-Wolfurt  | 2-9     | 22 mag. |
| 15 mag. | 15-3   | Dornbirn-Dornbirn B | 11-1    | 11 giu. |
| 27 mag. | 3-9    | Villach-Dornbirn    | 4-19    | 9 giu.  |

| andata  | andata | Incontro           | ritorno | ritorno |
|         |        |                    |         |         |
| 27 mag. | 13-6   | Villach-Dornbirn B | 3-5     | 9 giu.  |
| 31 mag. | 5-8    | Wolfurt-Dornbirn   | 7-4     | 16 giu. |
| 2 giu.  | 4-7    | Villach-Wolfurt    | 3-13    | 8 giu.  |

| andata  | andata | Incontro            | ritorno | ritorno |
|         |        |                     |         |         |
| 1 mag.  | 0-9    | Dornbirn B-Wolfurt  | 2-9     | 22 mag. |
| 15 mag. | 15-3   | Dornbirn-Dornbirn B | 11-1    | 11 giu. |
| 27 mag. | 3-9    | Villach-Dornbirn    | 4-19    | 9 giu.  |

| andata  | andata | Incontro           | ritorno | ritorno |
|         |        |                    |         |         |
| 27 mag. | 13-6   | Villach-Dornbirn B | 3-5     | 9 giu.  |
| 31 mag. | 5-8    | Wolfurt-Dornbirn   | 7-4     | 16 giu. |
| 2 giu.  | 4-7    | Villach-Wolfurt    | 3-13    | 8 giu.  |

## Classifica finale
|                    | Pos. | Squadra      | Pt | G | V | N | P | GF | GS | DR  |
| ------------------ | ---- | ------------ | -- | - | - | - | - | -- | -- | --- |
| Austria (bandiera) | 1.   | Dornbirn     | 15 | 6 | 5 | 0 | 1 | 66 | 23 | +43 |
|                    | 2.   | Wolfurt      | 15 | 6 | 5 | 0 | 1 | 50 | 21 | +29 |
|                    | 3.   | Villach      | 3  | 6 | 1 | 0 | 5 | 30 | 59 | -29 |
|                    | 4.   | Dornbirn (B) | 3  | 6 | 1 | 0 | 5 | 17 | 60 | -43 |

Legenda:
      Campione d'Austria e ammessa alla WS Europe Cup 2018-2019.
      Ammesse alla WS Europe Cup 2018-2019.
Note:
Tre punti a vittoria, uno a pareggio, zero a sconfitta.

## Verdetti
| Verdetto                | Club                  |
| ----------------------- | --------------------- |
| Campione d'Austria 2018 | Dornbirn (15º titolo) |
| WS Europe Cup 2018-2019 | Dornbirn Wolfurt      |